# South Fork Township (Jackson County, Iowa)
Die South Fork Township ist eine von 18 Townships im Jackson County im Osten des US-amerikanischen Bundesstaates Iowa. Das U.S. Census Bureau hat bei der Volkszählung 2020 eine Einwohnerzahl von 4655 ermittelt.

## Geografie
Die South Fork Township liegt im Osten von Iowa rund 45 km westlich des Mississippi, der die Grenze zu Illinois bildet. Die Grenze zu Wisconsin befindet sich rund 50 km nördlich.
Die South Fork Township liegt auf 42°05′25″ nördlicher Breite und 90°43′38″ westlicher Länge und erstreckt sich über 93,2 km².
Die Township wird in West-Ost-Richtung vom Haupt- bzw. südlichen Arm (engl.:South Fork) des Maquoketa River durchflossen, einem Nebenfluss des Mississippi. Im äußersten Osten der Township mündet der nördliche Arm des Flusses ein.
Die South Fork Township liegt im Südwesten des Jackson County und grenzt im Süden an das Clinton County. Innerhalb des Jackson County grenzt die South Fork Township im Westen an die Monmouth Township, im Nordwesten an die Brandon Township, im Norden an die Farmers Creek Township, im Nordosten an die Perry Township und im Osten an die Maquoketa Township.

## Schutzgebiete
In der South Fork Township existieren folgende Schutz- und Erholungsgebiete:
- Maquoketa Caves State Park
- Black Hawk Wildlife Area

## Verkehr
In Nord-Süd-Richtung verläuft der U.S. Highway 61 durch die Township und bildet die westliche Umgehungsstraße der Stadt Maquoketa. Dort kreuzt der in West-Ost-Richtung verlaufende Iowa Highway 64. Alle weiteren Straßen sind entweder County Roads oder weiter untergeordnete und zum Teil unbefestigte Fahrwege.
Der Maquoketa Municipal Airport liegt im Süden der Township; der nächstgelegene größere Flughafen ist der rund 80 km südlich gelegene Quad City International Airport.

## Bevölkerung
Bei der Volkszählung im Jahr 2010 hatte die Township 4647 Einwohner. Neben Streubesiedlung existieren in der South Fork Township zwei Siedlungen:
- Maquoketa1 (City)
- Hurstville (Unincorporated Community)

1 – teilweise in der Maquoketa Township

## Buckhorn
Buckhorn ist eine Geisterstadt am Iowa Highway 64 etwa einen Kilometer nordwestlich des Flughafens. Sie entstand als Gründung einer Bauernkooperative im frühen 20. Jahrhundert und wurde nach der Übernahme durch eine große Molkerei 1962 aufgegeben. Übrig blieben ein Friedhof, eine verlassene Kirche und das alte Molkereigebäude.